# Leslie Skinner

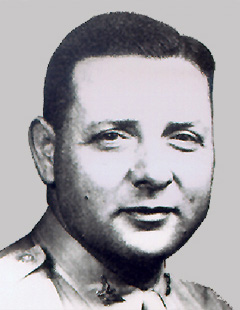
Leslie Skinner

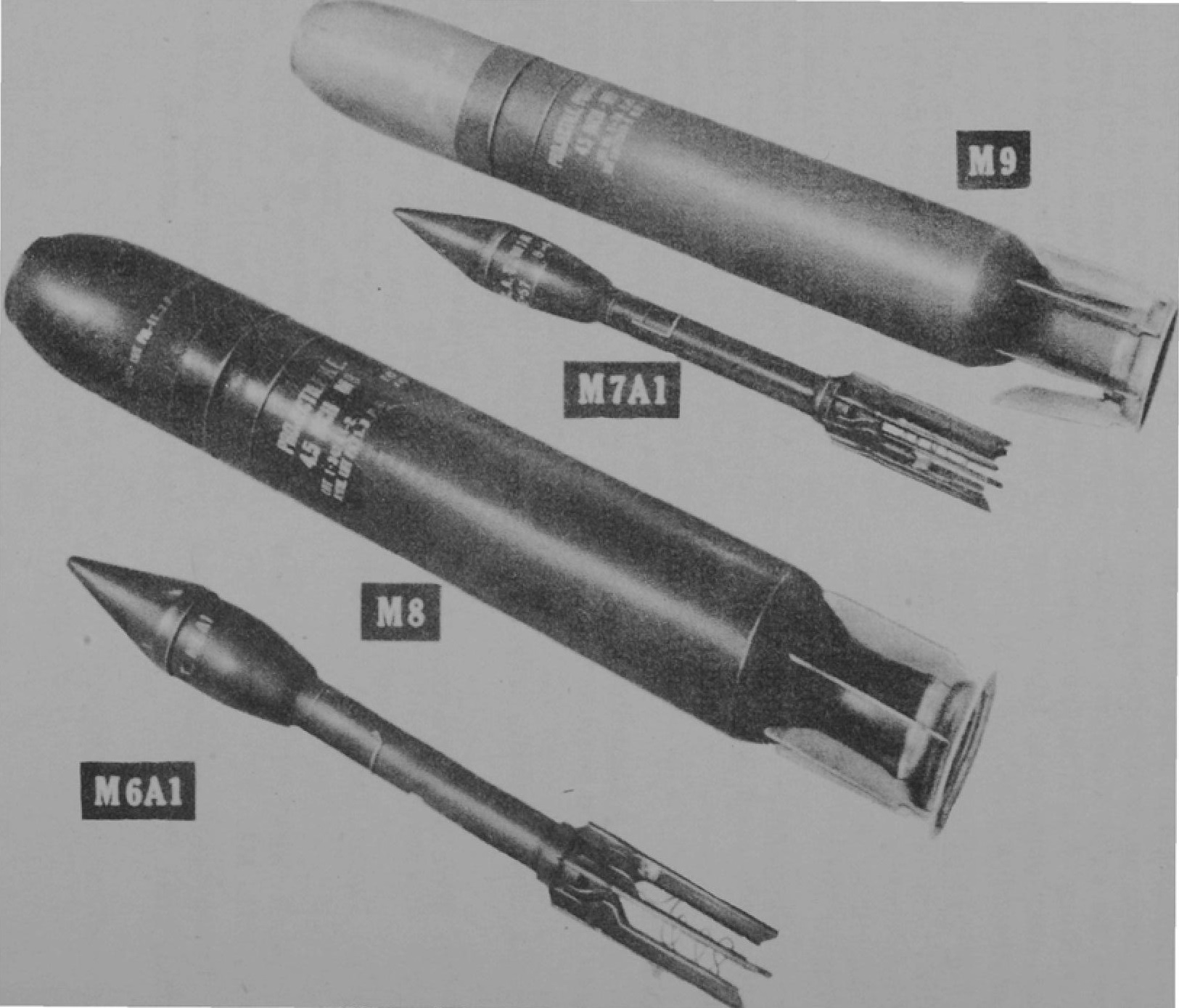
Raketenentwicklungen von Skinner: M6 (Bazooka) und M8, jeweils mit der Übungsvariante

Leslie Alfred Skinner (* 21. April 1900 in San Francisco, Kalifornien; † 2. November 1978 in Clearwater, Florida) war ein amerikanischer Raketeningenieur, der als Entwickler der amerikanischen Panzerabwehrwaffe Bazooka bekannt ist.

## Leben
Leslie Skinner, der Sohn eines Militärchirurgen der United States Army, wollte seit seiner Kindheit in die Fußstapfen seines Vaters treten und eine medizinische Karriere anstreben. Gleichzeitig war er begeistert von Raketentechnik. In Fort Strong setzte er 1915 bei einem Versuch das Dach der Krankenstation in Brand. 1918 schloss er die Boston Latin School ab und diente in der US Army bis zum Ende des Ersten Weltkriegs. Er begann eine medizinische Ausbildung an der Harvard University, doch er brach diese ab. Er entschied sich für eine militärische Laufbahn und schloss 1924 die Offiziersausbildung in West Point ab. Ab 1926 war er dem United States Army Air Corps zugeordnet, wo er als Luftraumbeobachter sowie Ballon- und Flugzeugpilot diente. 1931 wurde er dem United States Army Ordnance Department zugeordnet und nach Aberdeen Proving Ground versetzt, wo er für Automobilversuche verantwortlich war. Inspiriert durch frühere Versuche von Robert Goddard und Clarence Hickman von 1918 am gleichen Ort, setzte er außerhalb der Dienstzeit seine Raketenversuche fort. Er unternahm in knapp zwei Jahren etwa 900 Raketentestflüge mit dem Ziel, Raketen als Flugzeugbewaffnung zu etablieren. Dabei stellte er unter anderem fest, dass sich zweibasiges Schießpulver als Antrieb besonders eignet. Skinner verließ zwischendurch Aberdeen, um 1934 einen Master of Engineering in Waffentechnik am Massachusetts Institute of Technology zu erwerben. Die US Army erkannte Skinners Fähigkeiten und etablierte für ihn eine hauptberufliche Stelle für Raketenforschung, jedoch mit einem sehr limitierten Budget. 1938 versetzte die US Army Skinner nach Hawaii.
Nach Ausbruch des Zweiten Weltkriegs sorgte Hickman, nun ein Mitglied des National Defense Research Committee, dafür, dass Skinner im November 1940 zur Indian Head Powder Factory versetzt wurde, um dort für die US Army die Arbeit an Raketen fortzusetzen. Das Projekt hatte für die US Army eine niedrige Priorität, wenigstens bekam Skinner Edward George Uhl als Assistenten zu Seite gestellt. Während Skinner sich hauptsächlich Flugzeug- und Artillerieraketen widmete, welche dann als M8 eingeführt wurde, konzentrierte sich Uhl auf die Entwicklung der Panzerabwehrrakete, welche als Bazooka bekannt wurde. Skinner half den Kollegen von der United States Navy bei Projekten wie raketenunterstütztem Flugzeugstart und raketengesteuerten Fliegerbomben, um sich seinerseits ihre Unterstützung zu sichern.
Im Mai 1942 war eine große Demonstration von neuen Panzerabwehrwaffen vor einem hochrangigen Publikum geplant, jedoch waren Skinner und Uhl nicht eingeladen. Ohne das Wissen der Vorgesetzten nahmen sie eigenmächtig an der Demonstration teil. Sie wurde für Skinner und Uhl ein großer Erfolg, was den Durchbruch für die Bazooka bedeutete. Skinners Vorpreschen wurde ihm allerdings als Insubordination ausgelegt.
Er blieb in Indian Head bis 1943, danach wurde er nach England versetzt, um an verschiedenen Raketenentwicklungen mitzuarbeiten. Unter anderem analysierte er die Aufklärungsfotos der deutschen Aggregat-4-Raketen. Nach seiner Rückkehr musste Skinner erkennen, dass das Ordnance Corps eine eigene Abteilung für Raketenforschung aufgebaut hatte, er jedoch darin nicht vorgesehen war. Er wurde zunächst ein Jahr, bis Juni 1944, im Pentagon mit kleineren Aufgaben betraut. Danach waren seine Aufgaben der Aufbau eines Verbindungsbüros mit dem California Institute of Technology und der Aufbau von Testeinrichtungen für Lenkraketen in  Camp Irwin und Fort Bliss. Im Juli 1945 wurde er allerdings versetzt und musste im Südpazifik die Munitionsversorgung für die geplante, aber nie durchgeführte Invasion Japans (Operation Coronet) organisieren.
Frustriert quittierte er den Dienst bei der US Army und wechselte zum Raketentriebwerkshersteller Aerojet in Azusa. Er blieb dort nur ein Jahr, dann trat er in die neu gegründete United States Air Force ein. Etwa ein Jahr diente er im Waffenforschungslabor der Wright-Patterson Air Force Base, ein weiteres Jahr an der Eglin Air Force Base, wo er das Air Armament Center aufbaute. 1951 beendete er seine militärische Karriere im Range eines Colonel. Er wurde zunächst Berater im Schweizer Rüstungsunternehmen Oerlikon-Bührle, danach Vize-Präsident in dem Tochterunternehmen Oerlikon Tool and Arms Corporation of America in Swannanoa (North Carolina). Nach seinem Ausscheiden arbeitete er als selbständiger Waffenentwickler.
Leslie Skinner erhielt verschiedene Patente im Bereich der Raketentechnik und Zünder.
Leslie Skinner wurde auf dem Nationalfriedhof Arlington beigesetzt. Er hatte mit seiner Frau Margaret, Tochter des Malers Hugh Breckenridge, einen Sohn und eine Tochter.

## Auszeichnungen
Leslie Skinner wurde unter anderem mit Legion of Merit und Bronze Star der US Army sowie dem Hickman Award der American Rocket Society ausgezeichnet.